# Fernando Garduño
Fernando Garduño fue un futbolista mexicano que jugó en la selección de fútbol de México y que participó en la Copa Mundial de Fútbol Juvenil de 1977, como centro delantero. Participó en 4 partidos: dos contra España y Túnez en la primera fase, luego en la semifinal contra Brasil y la final contra la Unión Soviética. Durante el torneo Fernando marcó tres goles: un doblete en su debut contra la selección local de Túnez y luego el primer gol en la final del certamen que terminaría perdiendo México luego de terminar empatando el partido y perdiendo desde la definición por penales por 9 a 8. Jugó en la Primera División de México con los equipos "Diablos Rojos" del Toluca ya que se formó en sus fuerzas básicas y posteriormente con los "Freseros" del Irapuato, último equipo.

## Participaciones en Copas del Mundo
| Mundial                                | Sede            | Resultado  |
| -------------------------------------- | --------------- | ---------- |
| Copa Mundial de Fútbol Juvenil de 1977 | Unión Soviética | Subcampeón |